# Темиле, Омониго
Омониго Темиле (англ. Omonigho Temile; 30 октября 1984, Лагос, Нигерия) — нигерийский футболист, полузащитник.

## Карьера
Начал профессиональную карьеру в нигерийском клубе «Дельта Юнайтед».
Большая часть карьеры Омониго Темиле отыграл в Болгарии. В 2002—2003 играл за «Черно море» из Варны. В 2003—2004 играл за клуб «Левски» из Софии. В 2004—2006 провёл 24 встречи в Высшей лиге российского чемпионата за самарские «Крылья Советов». В 2008—2009 играл в клубе «Ботев» из Пловдива. В 2008—2009 сыграл 20 матчей в чемпионате Нигерии. В 2010 году играл за ФК «Валлетта».
Выступал за юношескую сборную Нигерии до 17 лет, где провёл 6 матчей и забил 2 гола.

## Личная жизнь
Его дядя — Клемент Темиле — играл за сборную Нигерии и является отцом игрока сборной Израиля Тото Тамуза. Его брат Франк Темиле также футболист.

## Достижения
- 2003/04 — лучший легионер чемпионата Болгарии